# Boutières
Ne doit pas être confondu avec Boutière ou Bouthières.
Les Boutières, Botèiras en occitan, sont une région montagneuse de France située à l'est du Massif central, dans le département de l'Ardèche.
Partie des monts du Vivarais, c'est un pays âpre, aux paysages pittoresques composés de « serres », c'est-à-dire de petites cordillères, et de vallées profondes qui ont servi de refuge aux Huguenots.

## Toponymie
En ancien occitan, une botèira (boutière) est une passe, littéralement ce qui se trouve au bout du chemin, ce à quoi il aboutit. Le sens était le même en ancien français.

## Géographie

### Délimitations naturelles
À l'est du massif du Mézenc, du cirque et du col « de » Boutières, les Boutières forment la partie méridionale du Haut-Vivarais mais n'ont pas de frontières bien définies. Les trois délimitations géographiques les plus fréquentes sont les suivantes.
- On le situe le plus souvent comme étant le bassin versant de la rivière Eyrieux et de ses affluents principaux, la Dorne, la Dunières et la Glueyre. Administrativement, on parle des cantons du Cheylard, de Saint-Agrève et de Saint-Pierreville.
- Frédéric Zégierman dans son Guide des pays de France[2] décrit le pays des Boutières comme l'espace situé autour de la vallée de l'Eyrieux, de l'ouest de la région de La Voulte-sur-Rhône jusqu'à Saint-Martin-de-Valamas, et pouvant se prolonger vers la zone montagneuse comprise entre cette ville et Saint-Étienne-de-Lugdarès (Montagne ardéchoise). Il y place notamment les villages de Saint-Laurent-du-Pape, Saint-Pierreville, Saint-Sauveur-de-Montagut, Le Bouschet et Gluiras, ainsi que la petite ville du Cheylard qui en est l'agglomération principale.
- La Direction départementale de l'Agriculture et de la Forêt de l’Ardèche quant à elle, délimite sept régions naturelles dans le département  [3]  . Dans la région centrale du Moyen-Vivarais, elle définit le sous ensemble des Boutières comme le regroupement des communes suivantes :

| Dans le Canton du Cheylard | Dans le Canton de Saint-Martin-de-Valamas                                                                                                   | Dans le Canton de Saint-Pierreville | Dans le Canton de La Voulte-sur-Rhône | Dans le Canton de Vernoux-en-Vivarais | Dans le Canton de Privas                                                 |
| --- | --- | --- | ------------------------------------- | ------------------------------------- | ------------------------------------------------------------------------ |
| - Accons - Le Cheylard - Dornas - Jaunac - Mariac - Nonières - Saint-Barthélemy-le-Meil - Saint-Christol - Saint-Cierge-sous-le-Cheylard - Saint-Genest-Lachamp - Saint-Julien-Labrousse - Saint-Michel-d'Aurance | - Arcens - Chaneac - Intres - Lachapelle-sous-Chanéac - Saint-Jean-Roure - Saint-Julien-Boutières - Saint-Martin-de-Valamas - Saint-Clément | - Albon-d'Ardèche - Beauvène - Gluiras - Issamoulenc - Marcols-les-Eaux - Saint-Étienne-de-Serre - Saint-Julien-du-Gua - Saint-Pierreville - Saint-Sauveur-de-Montagut | - Saint-Cierge-la-Serre               | - Saint-Maurice-en-Chalencon          | - Ajoux - Creysseilles - Pourchères - Pranles - Saint-Vincent-de-Durfort |

### Géologie
Le relief est typique du Vivarais. Les vallées ont été creusées par les glaciers, qui, en emportant le calcaire, ont dégagé les sommets volcaniques.

### Climat
Le climat de la région présente des contrastes marqués. Dans la frange ouest des Boutières, se profile un climat montagnard, tandis que dans la basse vallée de l'Eyrieux, les traits d'un climat méditerranéen deviennent déjà perceptibles.

## Histoire

### Période antique
Si l'on en croit les limites ecclésiastiques, l'évêché médiéval de Valence débordait en Ardèche, incluant des territoires situés approximativement entre Eyrieux et Doux. Il est probable que la cité antique de Valence, et précédemment la tribu gauloise des Segovellaunes, ait possédé ce territoire. Toutefois, aucune découverte archéologique majeure n'y a jamais été faite.
La partie des Boutières située au sud de l'Eyrieux (plus quelques paroisses au nord du cours d'eau) faisant traditionnellement partie du diocèse de Viviers, il est probable que cette zone ait fait partie du territoire des Helviens au même titre que le Bas-Vivarais.
On trouve encore dans la région des restes de forteresses celtiques de l'âge du fer, comme l'Oppidum de la Fare à Saint-Andéol-de-Fourchades.

### Le protestantisme
Le protestantisme y est encore important. Il a fortement marqué l'histoire du pays. Au XVIe siècle, la contrée des Boutières est entièrement huguenote. Les synodes se tiennent au lieu dit Rochemaure, au-dessus du Mézayon, au moins depuis 1562.
Les guerres de Religion ravagent le pays. Le château de Rochebonne est détruit. La Contre-Réforme puis la révocation de l'édit de Nantes permettent au catholicisme de « reconquérir » de nombreux territoires. En 1629, les Réformés chassés de Privas se réfugient dans les montagnes alentour, notamment à Gluiras. C'est au « désert » de Pranles, dans les Boutières, que le 14 février 1704, lors de la bataille de Franchassis, le mouvement des Camisards est une première fois écrasé par les Suisses de Louis XIV. À l'ouest du même bourg, entre le sommet de la Chirouze et le ru d'Eyrebonne au milieu d'orgues basaltiques, une « grotte des Camisards », aujourd'hui en partie comblée par les éboulis, conserve le souvenir de l'ultime soulèvement de 1709. Ce qui le peuvent émigrent, souvent vers la république de Genève. Les dragonnades continuent tout au long du XVIIIe siècle. Au début du mois dé décembre 1745, treize ans après le supplice de Pierre Durand, est arrêté à Saint-Agrève pour être lui aussi pendu un pasteur de vingt neuf ans, Mathieu Majal. Un rassemblement de protestation le 12 du même mois se termine à Vernoux par le massacre des manifestants.
Saint-Julien-Boutières, près de la frontière septentrionale des Boutières, est à une quinzaine de kilomètres au sud du refuge du pasteur Trocmé, qui a fonctionné durant l'Occupation.

## Culture

### Occitan
La région relève d'un parler « vivaro-alpin ». À l'heure actuelle quelques amateurs perpétuent l'utilisation de cette langue (cf. IEO). Des tournures d'occitan reviennent régulièrement dans les discussions.
Par exemple, de manière traditionnelle, un agriculteur pour vous parler de son activité, pouvait employer le mot chamba ou encore darbon (comprendre terrasse et taupe). Puis pouvait terminer son exposé par adusia qui signifie au-revoir.

### Régionalismes lexicaux
Quelques tournures sont particulières, comme le terme « franc » qui signifie « entièrement ». Il est communément employé dans la région.

## Économie

### Les eaux minérales
On citera plusieurs sites de productions anciens ou encore en fonction : 
- La Châtelaine à Dornas qui débute dans les années 1920.
- Les eaux du Bois Lantal
- L'eau minérale Arcens

### Culture en terrasses
L'organisation agricole des versants en culture en terrasses sont ici appelées des chambas.

### La châtaigneraie
L'arbre à pain est en effet une caractéristique forte de cet espace.

### Sources
1. ↑  F. Godefroy, Lexique de l'ancien français, p. 62, Honoré Champion, Paris, 1994  (ISBN 2-85203-358-5) (BNF 35692201).
2. ↑  Guide des pays de France (Sud) Fayard 1999
3. ↑  Direction départementale de l'Équipement Ardèche, « DDE Régions naturelles de l'Ardèche » (consulté le 3 juin 2010)
4. ↑  Pierre-Yves Laffont, Châteaux du Vivarais: pouvoirs et peuplement en France méridionale, du haut Moyen Âge au XIIIe siècle, Presses universitaires de Rennes, 2009 (ISBN 978-2-7535-0925-2, lire en ligne), p. 19
5. ↑  J. L. de Laboissière, Les commentaires du soldat du Vivarais, p. 196, Privas, 1908.
6. ↑  D. Benoît, Désubas, son ministère, son martyre (1720-1746), Société des livres religieux, Toulouse, 1879.
7. ↑  Samuel Mours, Un jeune martyr vivarois : Désubas, pasteur du Désert, 1720-1746., Musée du Désert en Cévennes, Mialet, 1946, 32 p.
8. ↑  C. de Vic & J. Vaissète, Histoire générale de Languedoc, vol. XIII, p. 1074, E. Privat, Toulouse, 1876.
9. ↑  Comité d'études et de recherches historiques des Boutières, Les Boutières en histoire, Éd. du Roure, 2008 (lire en ligne)